# Marcin Grygiel
Marcin Grygiel – siatkarz, były gracz Jastrzębskiego Węgla. W swojej karierze grał m.in. w klubach Rybnik SK Górnik Radlin i Płomień Sosnowiec. 
W klubie z Jastrzębia-Zdroju występuje od sezonu 2008/2009.